# Парламентские выборы в Таджикской ССР (1990)
Выборы в XII-й (и последний) созыв Верховного Совета Таджикской ССР состоялись 25 февраля 1990 года. Всего было избрано 230 депутатов в Верховный Совет республики. Выборы прошли в условиях массовых беспорядков в Душанбе и его окрестностях, которые относительно пошли на спад ко дню выборов. Именно эти беспорядки стали одними из первых искр гражданской войны, которая продолжалась до 1997 года.

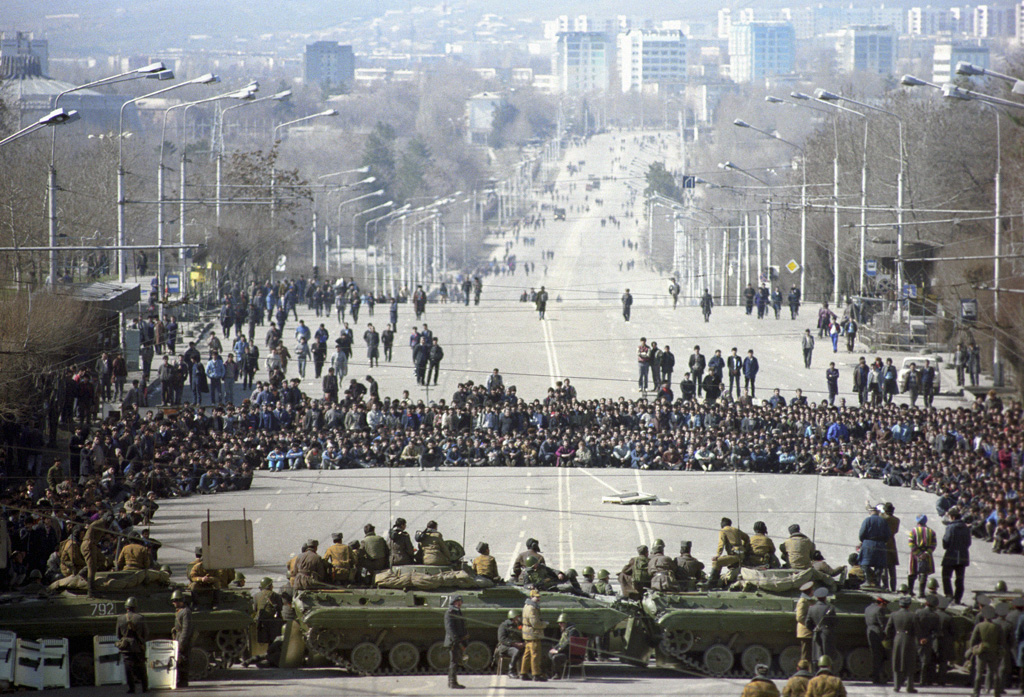
Беспорядки в центре Душанбе в предвверии выборов, 15 февраля.

По итогам выборов абсолютное большинство мест (96 %) получила Коммунистическая партия Таджикской ССР (лидер — Каххар Махкамов) — 221. В рядах компартии числились несколько фактически оппозиционных кандидатов, которые прошли в республиканский парламент благодаря жесткой конкуренции с другими коммунистами и многочисленным ходатайствам и митингам избирателей, контролировавших ход голосования. 9 мест в Верховном Совете достались независимым кандидатам, получившие в сумме 4 % голосов избирателей. Так как в Таджикской ССР в то время легальной и официально зарегистрированной партией являлась только коммунистическая партия, остальные партии (например Партия исламского возрождения Таджикистана, народное движение «Растохез»), существовавшие в республике, не имели права на участие, и члены этих политических сил участвовали на выборах как независимые кандидаты.

Фракции Верховного совета Таджикской ССР XII созыва:
Коммунистическая партия Таджикистана (221)
независимые (9)

После независимости Таджикистана 9 сентября 1991 года, Верховный Совет Таджикской ССР был переименован в Верховный Совет Республики Таджикистан и продолжал функционировать до первых в истории независимого Таджикистана парламентских выборов 1995 года.